# Équipe cycliste Hertekamp
Hertekamp est une équipe cycliste professionnelle belge créée en 1970 et disparue à l'issue de la saison 1988. Elle porte le nom de Hertekamp-Magniflex de 1970 à 1971, et devient une équipe de cyclo-cross de 1974 à 1988. L'équipe participe notamment au Tour d'Italie en 1970 et 1971 et au Tour d'Espagne en 1970. Jean Ronsmans remporte la 4e étape de ce dernier.